# Лейн Макдермід
Лейн Макдермід (англ. Lane MacDermid, нар. 25 серпня 1989, Гартфорд) — канадський хокеїст, що грав на позиції лівого нападника.

## Ігрова кар'єра
Хокейну кар'єру розпочав 2006 року.
2009 року був обраний на драфті НХЛ під 112-м загальним номером командою «Бостон Брюїнс». 
Протягом професійної клубної ігрової кар'єри, що тривала 6 років, захищав кольори команд «Бостон Брюїнс», «Даллас Старс» та «Калгарі Флеймс».
Загалом провів 21 матч у НХЛ.

## Статистика
| Сезон        | Клуб                | Ліга         | Регулярний сезон | Регулярний сезон | Регулярний сезон | Регулярний сезон | Регулярний сезон | Плей-оф | Плей-оф | Плей-оф | Плей-оф | Плей-оф |
| Сезон        | Клуб                | Ліга         | І                | Г                | П                | О                | ШХ               | І       | Г       | П       | О       | ШХ      |
| ------------ | ------------------- | ------------ | ---------------- | ---------------- | ---------------- | ---------------- | ---------------- | ------- | ------- | ------- | ------- | ------- |
| 2006–07      | «Оуен-Саунд Аттак»  | ХЛО          | 57               | 2                | 5                | 7                | 115              | 4       | 1       | 0       | 1       | 2       |
| 2007–08      | «Оуен-Саунд Аттак»  | ХЛО          | 66               | 13               | 11               | 24               | 190              | —       | —       | —       | —       | —       |
| 2008–09      | «Оуен-Саунд Аттак»  | ХЛО          | 26               | 8                | 6                | 14               | 85               | —       | —       | —       | —       | —       |
| 2008–09      | «Віндзор Спітфайрс» | ХЛО          | 38               | 7                | 14               | 21               | 112              | 20      | 4       | 5       | 9       | 38      |
| 2009–10      | «Провіденс Брюїнс»  | АХЛ          | 65               | 2                | 3                | 5                | 155              | —       | —       | —       | —       | —       |
| 2010–11      | «Провіденс Брюїнс»  | АХЛ          | 78               | 7                | 12               | 19               | 158              | —       | —       | —       | —       | —       |
| 2011–12      | «Провіденс Брюїнс»  | АХЛ          | 69               | 4                | 12               | 16               | 121              | —       | —       | —       | —       | —       |
| 2011–12      | «Бостон Брюїнс»     | НХЛ          | 5                | 0                | 0                | 0                | 5                | —       | —       | —       | —       | —       |
| 2012–13      | «Провіденс Брюїнс»  | АХЛ          | 37               | 4                | 2                | 6                | 82               | —       | —       | —       | —       | —       |
| 2012–13      | «Бостон Брюїнс»     | НХЛ          | 3                | 0                | 0                | 0                | 10               | —       | —       | —       | —       | —       |
| 2012–13      | «Даллас Старс»      | НХЛ          | 6                | 2                | 0                | 2                | 9                | —       | —       | —       | —       | —       |
| 2013–14      | «Даллас Старс»      | НХЛ          | 6                | 0                | 2                | 2                | 5                | —       | —       | —       | —       | —       |
| 2013–14      | «Абботсфорд Гіт»    | АХЛ          | 25               | 1                | 1                | 2                | 24               | —       | —       | —       | —       | —       |
| 2013–14      | «Калгарі Флеймс»    | НХЛ          | 1                | 0                | 0                | 0                | 7                | —       | —       | —       | —       | —       |
| Усього в НХЛ | Усього в НХЛ        | Усього в НХЛ | 21               | 2                | 2                | 4                | 36               | —       | —       | —       | —       | —       |